# Karl David Ilgen
Karl David Ilgen (født 26. februar 1763 i Sehna ved Eckartsberga, død 17. september 1834 i Berlin) var en  tysk skolemand.
Ilgen blev 1794 professor i orientalske sprog ved universitetet i Jena og 1799 professor i teologi sammesteds, hvorefter han 1802–1831 var rektor ved landsskolen i Pforta. Han gjorde sig bemærket som filolog ved udgivelsen af Hymni homericicum reliquis carminibus minoribus Homero tributi solitis et Batrachomyomachia (1796), Scholia, hoc est carmina convivalia græcorum (1798) og Animadversiones philologicæ et criticæ in carmen virgilianum, quod Copa inscribitur (1821). Som teologisk forfatter vakte han i sin tid opsigt gennem de frimodige forskninger han framlagte i sine arbejder De Jobi antiquissimi carminis hebraici natura et virtutibus (1789) og Die Urkunden des jerusalemischen Tempelarchivs in ihrer Urgestalt (1798).